# Rendez-vous avec la chance
Rendez-vous avec la chance è un film del 1950 diretto da Emil-Edwin Reinert.